# Дандас, Роберт, 9-й виконт Мелвилл
Роберт Дандас, 9-й виконт Мелвилл (англ. Robert Dundas, 9th Viscount Melville; 28 мая 1937 — 21 июля 2011) — офицер британской армии и пэр.

## Биография
Родился 28 мая 1937 года в замке Мелвилл. Сын достопочтенного Роберта Мэлдреда Сент-Джона Мелвилла Дандаса (1912—1940), младшего сына Генри Дандаса, 7-го виконта Мелвилла, и его жены Маргарет Коннелл Росс.
Роберт Дандас стал наследником виконтства после смерти своего отца в 1940 году. После того, как его мать в 1946 году снова вышла замуж за Джеральда Бристоу Сандерсона, Роберт Дандас воспитывался в замке Келти в Пертшире.
Роберт Дандас посещал подготовительную школу Каргилфилд и колледж Веллингтон в Беркшире, прежде чем пройти офицерскую подготовку в Итон-Холле. Роберт Дандас поступил на службу в британскую армию в качестве лейтенанта в шотландской гвардии в 1956 году, служил сначала в Западной Германии, а затем в Катерхэме, в конечном итоге дослужившись до звания капитана. После прохождения службы Роберт Дандас остался капитаном запаса в шотландской гвардии и служил в Эйрширском йоменском полку.
Дандас выиграл выборы в Совета графства Мидлотиан от округа Мелвилл в 1961 году и в Окружной совет Мидлотиана после принятия Закона о местном самоуправлении (Шотландия) в 1973 году.
26 марта 1971 года после смерти своего дяди, Генри Дандаса, 8-го виконта Мелвилла (1909—1971), Роберт Дандас унаследовал титулы 9-го виконта Мелвилла из Мелвилла в графстве Эдинбургшир и 9-го барона Данира в графстве Пертшир, став постоянным членом Палаты лордов Великобритании.
Позже он работал в лондонском Сити. Хотя в последние годы жизни он жил в Глостершире и Уилтшире, он сохранил интерес к шотландским делам.
Он потерял свое место в соответствии с Актом о Палате лордов 1999 года. Он не баллотировался на одно из оставшихся мест для потомственных пэров. Но он был записан в реестр потомственных пэров.
Лорд Мелвилл скончался 21 июля 2011 года в Уилтшире в возрасте 74 лет. Его преемником на посту виконта Мелвилла стал его старший сын Роберт.

## Семья
23 июля 1982 года Роберт Дандас женился на Фионе Маргарет Стилгоу, дочери Роджера Киркпатрика Стилгоу, от брака с которой у него было двое сыновей:
- Роберт Генри Киркпатрик Дандас, 10-й виконт Мелвилл (род. 23 апреля 1984), старший сын и преемник отца.
- Достопочтенный Джеймс Дэвид Брункер Дандас (род. 19 января 1986).